# Nicolas de Condorcet
Marie-Jean-Antoine Nicolas de Caritat, marqués de Condorcet (Ribemont, Aisne, Francia, 17 de septiembre de 1743-Bourg-la-Reine, 28 o 29 de marzo de 1794), fue un filósofo, científico, matemático, político y politólogo francés.
Su asombroso nivel de conocimientos motivó que Voltaire lo llamara "filósofo universal", al tiempo que es descrito por D'Alembert como «un volcán cubierto de nieve», lo que coincide con lo expresado por mademoiselle de Lespinasse: «Esta alma sosegada y moderada en el curso ordinario de la vida se convierte en ardiente y fogosa cuando se trata de defender a los oprimidos o de defender lo que aún le es más querido: la libertad de los hombres...».

## Juventud
Nacido en Ribemont (Aisne), fue uno de los descendientes de la familia Caritat. Los Caritat llevaban su título por la ciudad de Condorcet (Dauphiné) de la que eran originarios. Su padre murió siendo él aún muy joven. Su madre, muy religiosa, confió su educación al colegio jesuita de Reims primero, y luego al Colegio de Navarra de París, también jesuita. Buen conocedor de estos, Condorcet los combatió más tarde con firmeza, extendiendo su batalla intelectual a todas las iglesias y religiones en general.

## Matemático
Pronto Condorcet se destacó por sus capacidades intelectuales y por la amplitud de sus conocimientos científicos. El primero de los terrenos en los que se destacó fue el de las matemáticas al tiempo que se preocupaba por las cuestiones morales. A los 16 años, D'Alembert y A.C. Clairaut descubrieron su capacidad de análisis, y pronto pasó a ser alumno favorito de D’Alembert, que le apoyaría hasta la muerte de este.
Aunque entre 1765 y 1774 se concentró particularmente en las ciencias, es también en este período en torno a los 25 años cuando experimentó su «revolución moral» y se acercó a los activos filósofos del momento. En 1765, publicó su primer trabajo relacionado con las matemáticas, titulado Ensayo sobre el cálculo integral, que tuvo una favorable acogida y disparó su carrera de matemático de prestigio. Además, este ensayo solo sería el primero de una larga serie.
El 25 de febrero de 1769, fue elegido como miembro de la Real Academia de Ciencias y más tarde lo sería también de las de Berlín, Turín, Bolonia, San Petersburgo y Filadelfia. Su contacto con los "filósofos" (D'Alembert, Condillac, Diderot, Voltaire, Helvétius y Turgot), le llevó a colaborar en la Enciclopedia con artículos sobre matemáticas, ya en la última etapa de la edición, que se prolongaría en la Metódica de Panckoucke.
En 1772, volvió a publicar trabajos relacionados con el cálculo integral, que recibieron una gran acogida y se consideraron revolucionarios en muchos de los campos abordados. Poco después, conoció y trabó amistad con el economista Turgot, que llegó a ser administrador en tiempos de Luis XV (1772) y controlador general de Finanzas durante el reinado de Luis XVI (1774). Sus relaciones con Turgot supusieron un contacto con la política real, que le proyectó al futuro.
Se casó con Sophie de Grouchy, hermana del futuro mariscal de Grouchy, que a su vez era cuñado de Pierre Jean Georges Cabanis. Era una mujer muy inteligente, y le apoyó en sus relaciones sociales.

## Economista
En 1774, Turgot nombró a Condorcet inspector general de la Moneda. A partir de ese momento, Condorcet desplazó su centro de interés desde las matemáticas hasta la filosofía y la política. Los años siguientes, se interesó por la defensa de los derechos humanos, en particular los de las mujeres, los judíos y los negros. Recibió las ideas innovadoras que llegaban desde los recientemente constituidos Estados Unidos, y realizó en Francia propuestas de reformas políticas, administrativas y económicas.
En 1776, Turgot fue cesado en su puesto de controlador general. Condorcet decidió entonces dimitir en su puesto de inspector general de la Moneda, pero se rechazó su dimisión, y tuvo que permanecer en su puesto hasta 1791. Más adelante, Condorcet escribió la Vida de M. Turgot (1786), en donde exponía y demostraba lo fundamentado de las teorías económicas de Turgot.
Condorcet siguió obteniendo puestos de prestigio en la administración. En 1777, fue nombrado secretario de la Academia de Ciencias, y en 1782, secretario de la Academia francesa.

## Revolucionario
En 1789, al estallar en Francia la Revolución, Condorcet tuvo un papel protagonista, como defensor de numerosas causas liberales, y esperaba una reconstrucción racionalista de la sociedad. Tras la Toma de la Bastilla fue elegido para el Consejo Municipal de París. De tal modo que en 1791, fue elegido representante de París en la Asamblea legislativa, tras haber solicitado la implantación de la República. Incluso llegó a ser secretario de la Asamblea. Se alineó con los Brisotinos (Girondinos). 
La Asamblea adoptó, como sistema educativo de la nación, el que proponía Condorcet: introdujo la noción básica de laicismo en la enseñanza. Incluso propuso un borrador de constitución para la nueva Francia. Además, adoptó una posición activa, sobresaliente, en la lucha de las mujeres, mostrándose partidario del voto femenino en un artículo publicado en el Journal de la Société de 1789, y publicó en 1790 Sobre la admisión de las mujeres en el derecho de ciudadanía. 
Pero Condorcet se encontró pronto en situación incómoda. Se enfrentaban dos corrientes con puntos de vista opuestos a la hora de reformar el Estado francés: los Girondinos, partidarios de una reconstrucción pacífica del país, y los Jacobinos, dirigidos por Maximiliano Robespierre, que propugnaban una depuración radical del pasado imperial francés. Condorcet estaba entre los Girondinos y votó contra la ejecución de Luis XVI, al no ser partidario de la pena de muerte.
Los Girondinos perdieron el control de la Asamblea en favor de los Jacobinos, en 1793. El Jacobino Marie-Jean Hérault de Séchelles propuso una nueva constitución, muy distinta a la de Condorcet. Este la criticó, lo que le hizo ser condenado por traición. El 3 de octubre de 1793, se redactó una orden de arresto contra él.
La orden de arresto contra Condorcet le obligó a esconderse. Halló refugio durante cinco meses en París, en casa de Madame Vernet. Allí escribió su Esbozo para un cuadro histórico de los progresos del espíritu humano, que se publicó de modo póstumo en 1795. El 25 de marzo de 1794 abandonó su escondite, convencido de que ya no se trataba de un lugar seguro y trató de huir de París. Fue detenido en la casa de Jean Baptiste Antoine Suard en Clamart dos días más tarde, y encarcelado en Bourg-Egalité (Bourg-la-Reine). Fue hallado muerto dos días después en su celda, víctima de un edema pulmonar. También se habló de suicidio por envenenamiento.

## Historiador

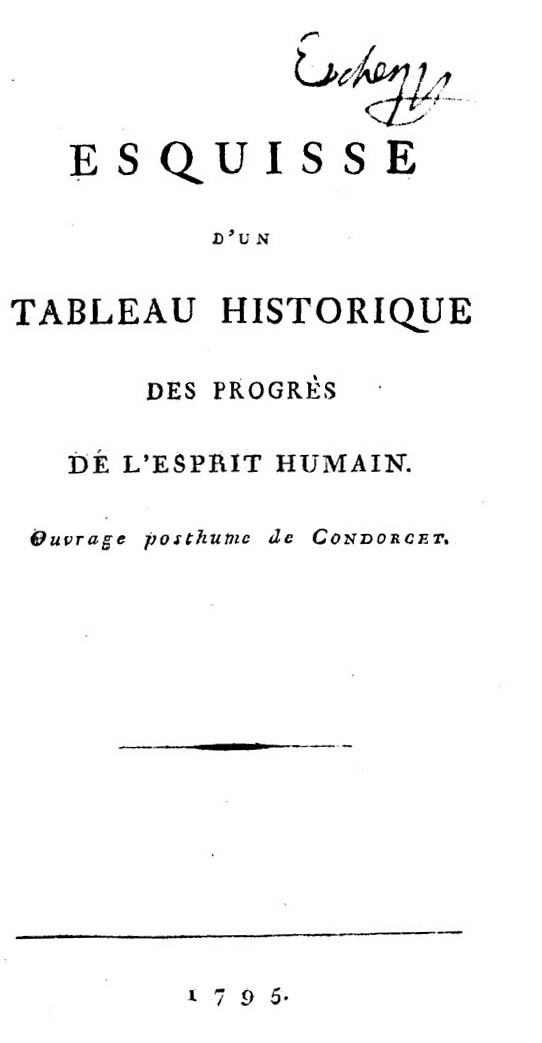
Esquisse d'un tableau historique des progres de l'esprit humain, 1795

No fue un historiador tan importante como Voltaire, pero anticipó ideas muy innovadoras, muy distintas a las de este. Representó el extremo máximo de la filosofía en su plano científico. Para él, el progreso era como una especie de 'divinidad', en el sentido de una guía posible para el desarrollo mental y social en la historia. Pero "el propósito de escribir una historia de la civilización humana era prematuro y Condorcet hubiera necesitado del aparato conceptual de un Gibbon para producir una síntesis de valor duradero".
Cuando Condorcet tuvo que esconderse, escribió el famoso Bosquejo de un cuadro histórico de los progresos del espíritu humano. Es una historia universal rápida y hecha de memoria, pues no se basó en ningún documento, ya que carecía de libros al estar encerrado en una casa. El eco de este notable borrador fue instantáneo: se distribuyeron miles de ejemplares, pero ya estaba muerto.
La obra pretende ser una Historia Universal. Para realizarla, busca las Leyes del devenir histórico, ya que piensa que son descubribles y por tanto en cierta medida se puede conocer el futuro (esto ya lo había adelantado idealmente en el Medievo Joaquín de Fiore. Pero él se centra en el Progreso como interés principal de los hombres. Estas leyes son:
- Su ley fundamental es el progreso del espíritu humano, lo que permite mejorar moral y materialmente al hombre. Este progreso viene dado a través de los conocimientos.
- Hay una lucha entre el afán de saber y la superstición de los que pretenden conservar sus privilegios. Por lo tanto es una lucha entre sacerdotes y filósofos. Así pues, se trata de una historia agonista. A la larga se impondrán los partidarios del progreso.
- Lo que dificulta el progreso son las desigualdades, tanto individuales como nacionales. Dice que si hay igualdad, habrá felicidad.
- Según Condorcet, la Humanidad ha pasado por diez fases de evolución, que empiezan con unos acontecimientos decisivos. La última fase había comenzado con la Revolución francesa, que era la que permitía el progreso. Estas fases son:

1. Los hombres se agrupan en poblados.
2. Descubrimiento de la ganadería.
3. Descubrimiento de la agricultura.
4. Invención de la escritura alfabética.
5. División de las ciencias en Grecia.
6. Alta Edad Media (hay un gran retroceso).
7. Las dudosas Cruzadas, que contactan con Oriente.
8. Invención de la imprenta, como motor de civilización.
9. Las ciencias y la filosofía modernas proponen una cosmología nueva.
10. La visión utópica tras la Revolución francesa, de un progreso continuado.

Como es natural, su obra se inscribe dentro de la tradición intelectual francesa y diríamos que chovinista, en tanto que obvia acontecimientos de calibre global como el descubrimiento y conquista de América por parte de las monarquías ibéricas. En esta obra sostiene que las civilizaciones más evolucionadas son la francesa y la angloamericana, pues ambas están a una «distancia inmensa […] del servilismo de los indios, de la barbarie de las tribus africanas, de la ignorancia de los salvajes». Para él, el progreso es una liberación gradual de los prejuicios. Sus posiciones oscilan en el texto entre la asimilación o el exterminio de las poblaciones no europeas.

## Paradoja de Condorcet
En 1785, Condorcet publicó uno de sus principales trabajos, Ensayo sobre la aplicación del análisis a la probabilidad de las decisiones sometidas a la pluralidad de voces. En esta obra, explora la llamada paradoja de Condorcet, que describe como la intransitividad posible de la mayoría: entre un mismo electorado, y en el curso de una misma elección, es posible que una mayoría prefiera A a B, que otra mayoría prefiera B a C, y que una tercera mayoría prefiera C a A. Las decisiones adoptadas por una mayoría popular siguiendo este modelo de escrutinio serían, pues, incoherentes con respecto a las que adoptaría un individuo racional. El mismo Condorcet aclara en sus trabajos cómo solucionar su paradoja, a la vez que aclara que cuestiones prácticas de tiempo convierten en imposibles las soluciones, al menos en su época.

### Ejemplo
Consideremos por ejemplo una asamblea de 60 votantes que deben elegir entre tres propuestas a, b y c. Las preferencias se manifiestan de este modo (entendiendo que a > b representa el hecho de que se prefiere a a b):
23 votantes prefieren: a > c > b
19 votantes prefieren: b > c > a
16 votantes prefieren: c > b > a
2 votantes prefieren: c > a > b
En un proceso de voto pluralista, a gana con 23 votos sobre b con 19 votos y sobre c con 18, por lo que a > b > c.
Sin embargo, en las comparaciones por pares obtenemos:
35 prefieren b > a contra 25 para a > b
41 prefieren c > b contra 19 para b > c
37 prefieren c > a contra 23 para a > c
Lo que nos lleva a la preferencia mayoritaria c > b > a, exactamente contraria a la elección pluralista.
Hay que señalar que, contrariamente a la creencia común, esta paradoja solo cuestiona la coherencia de determinados sistemas de votación, no la de la propia democracia.
Su ensayo expone también el método de Condorcet, concebido para simular elecciones por parejas de candidatos. Mantuvo numerosas discusiones con Jean-Charles de Borda, en las que comparaban sus respectivos métodos. El método Condorcet se usa hoy en día en Minería de datos.

### Bajo el prisma de la paradoja de Arrow
La Paradoja de Arrow demostrará en el siglo XX que ningún sistema general de votación (salvo la dictadura, en la que solo se tiene en cuenta la opinión del dictador) permite, basándose en hipótesis razonables, asegurar la agregación coherente de elecciones individuales que a su vez sean coherentes. Las hipótesis de Arrow, evidentemente, siguen siendo discutidas, a tenor de las repercusiones del problema. 
Sin embargo, se demuestra que a pesar de la paradoja de Arrow, un sistema de agregación siempre proporciona elecciones coherentes si (y solo si) las preferencias de los ciudadanos pueden orientarse, al menos en el momento del voto sobre un único eje. Y se ve, en efecto, cómo las grandes democracias evolucionan hacia grandes bipolarizaciones sucesivas a lo largo del tiempo.

## Otros trabajos
En 1786, Condorcet volvió a trabajar sobre el cálculo integral y las ecuaciones diferenciales, mostrando un nuevo modo de tratar los cálculos infinitesimales. Estos trabajos quedaron inéditos. En 1789, publicó la Vida de Voltaire, en la que muestra la misma oposición a la Iglesia que Voltaire.

## Traslado al Panteón de París
Con motivo de la celebración del bicentenario de la Revolución francesa, en presencia de François Mitterrand, presidente de la República, las cenizas de Condorcet fueron trasladadas de modo simbólico al Panteón de París junto a las del abad Gregoire y las de Gaspard Monge, el 12 de diciembre de 1989. De modo simbólico, porque el féretro que debiera haber llevado los restos de Condorcet estaba vacío. Después de haber sido enterrado en la fosa común del antiguo cementerio de Bourg-la-Reine, que se despejó en el siglo XIX, sus restos mortales nunca se han hallado.

## Eco de sus teorías
La segunda edición, animada por su hija, Eliza de Condorcet-O'Connor y realizada por el yerno del filósofo, François Arago, Œuvres de Condorcet, París, 1847-1849, en doce volúmenes, es aún la de referencia (la llamada O'Connor-Arago).
Condorcet ha sido una figura reconsiderada en el siglo XX, las referencias de Ernst Cassirer, Alexandre Koyré o John Bury son prueba de ello. También tuvo dos grandes monografías de Gilles-Gaston Granger (sobre Condorcet como matemático), y de Keith Michael Baker (sobre su pensamiento).
En 1989, tras el centenario de la Revolución, empezó una honda reivindicación de su figura: se hicieron congresos, se publicó la enorme biografía de Elisabeth y Robert Badinter (Condorcet, un intellectuel en politique, 1988), y se vio en él una figura capital para el desarrollo europeo. Asimismo, pese a que no existan muchas traducciones, tuvo eco en la historia: en España, desde las cortes de Cádiz, en que se apeló a sus ideas constitucionales, hasta la II República donde pesó en las reformas de la enseñanza. Significativamente, se le ha vuelto a publicar con la recuperación de las libertades, desde 1978.
Condorcet también fue influyente en las filosofías de la historia de Saint-Simon, Hegel y Marx.

## Eponimia
- El cráter lunar Condorcet lleva este nombre en su honor.

## Obras
- 1765 : Du calcul intégral ("Sobre el cálculo integral").
- 1767 : Du problème des trois corps ("Sobre el problema de los tres cuerpos").
- 1768 : Essai d’analyse ("Ensayo de análisis").
- 1773 : Elogios de académicos de la Real Academia de Ciencias francesa, fallecidos desde 1666 hasta 1699.
- 1774 : Lettres d’un théologien à l’auteur du Dictionnaire des trois siècles ("Cartas de un teólogo al autor del Diccionarios de tres siglos").
- 1775 : Varios folletos para ensalzar las reformas económicas de Turgot
  - 1775 : Lettre d’un laboureur de Picardie à M. N. (Necker) auteur prohibitif à Paris.
  - 1775 : Réflexions sur les corvées. Monopole et monopoleur ("Reflexión sobre los trabajos. Monopolio y monopolizador"
  - 1775 : Rapport sur un projet de réformateur du cadastre ("Informe sobre un proyecto reformador del catastro").
  - 1775 : Réflexions sur la jurisprudence universelle ("Reflexiones sobre la jurisprudencia universal").
- 1776 : [Diversos elogios de sabios franceses y extranjeros como secretario de la Academia de Ciencias]
- 1776 : Réflexions sur le commerce des blés ("Reflexiones sobre el comercio de los trigos").
- 1776 : Fragments sur la liberté de la presse.[13]
- 1776 : Pensées de Pascal ("Pensamientos de Pascal"), edición corregida y aumentada.
- 1776 : Éloge de Pascal ("Elogio de Pascal").
- 1776-1777 : Redacción de 22 artículos sobre análisis matemático en el cuadro del Supplément de la Encyclopédie
- 1777 : Éloge de Michel de l’Hôpital (Elogio de Michel de l'Hospital").
- 1778 : Sur quelques séries infinies ("Sobre algunas series infinitas")
- 1778 : Nouvelles Expériences sur la résistance des fluides ("Nuevas experiencias sobre la resistencia de los fluidos") (en colaboración con Jean le Rond D'Alembert y el físico Charles Bossut).
- 1780 : Essai sur la théorie des comètes ("Ensayo sobre la teoría de los cometas").
- 1781 : Réflexions sur l’esclavage des nègres ("Reflexiones sobre la esclavitud de los negros").
- 1781-1784 : Mémoire sur le calcul des probabilités, en Mémoires de l’Académie royale des sciences ("Memoria sobre el cálculo de probabilidades", en "Memorias de la Academia real de ciencias").
  - Tomo I. Réflexions sur la règle générale qui prescrit de prendre pour valeur d’un événement incertain la probabilité de cet événement multipliée par la valeur de cet événement en lui-même (1781) ("Reflexiones sobre la regla general que prescribe tomar por valor de un evento incierto la probabilidad de este evento multiplicada por el valor de este evento en sí mismo");
  - Tomo II. Application de l’analyse à cette question: déterminer la probabilité qu’un arrangement régulier est l’effet d’une intention de le produire ("Aplicación del análisis a esta cuestión: determinar la probabilidad de que una disposición regular es resultado de una intención de producirla"  ;
  - Tomo III. Sur l’évaluation des droits éventuels (1782) "Sobre la evaluación de los derechos eventuales" ;
  - Tomo IV. Réflexions sur la méthode de déterminer la probabilité des événements futurs d’après l’observation des événements passés (1783) "Reflexiones sobre el método de determinar la probabilidad de eventos futuros desde la observación de eventos pasados";
  - Tomo V. Sur la probabilité des faits extraordinaires. Application de l’article précédent à quelques questions de critique (1784) "Sobre la probabilidad de hechos extraordinarios. Aplicación del artículo precedente a algunas cuestiones de crítica"
- 1782 : Discours de réception à l’Académie française ("Discurso de recepción a la Academia francesa").
- 1782 : Lettre sur Swedenborg ("Carta sobre Emanuel Swedenborg").
- 1783 : Dialogue entre Aristippe et Diogène ("Diálogo entre Aristipo y Diógenes".
- 1783-1788 : Essai pour connaître la population du royaume ("Ensayo para conocer la población del reino").
- 1784-1789 : Colaboración con d’Alembert, Bossut, Joseph Jérôme Lefrançois de Lalande (1732-1807), etc., en la parte "Mathématiques" de la Encyclopédie méthodique.
- 1785 : Essai sur l’application de l’analyse à la probabilité des décisions rendues à la pluralité des voix ("Ensayo sobre la aplicación del análisis de la probabilidad de decisiones tomadas a la pluralidad de voces")
- 1785-1789 :
  - Œuvres complètes de Voltaire ("Obras completas de Voltaire", editadas por Condorcet, Beaumarchais, etc. (edición de Kehl).
  - Vie de Voltaire ("Vida de Voltaire").
- 1786 : Vie de Turgot ("Vida de Turgot").
- 1786 : De l’influence de la révolution d’Amérique sur l’Europe (Sobre el influjo de la revolución americana sobre Europa").
- 1786 : Traité de calcul intégral ("Tratado de cálculo integral", inacabado).
- 1788 : Lettres d’un bourgeois de New Haven à un citoyen de Virginie, sur l’inutilité de partager le pouvoir législatif entre plusieurs corps ("Tratado de un burgués de New Haven a un ciudadano de Virginia, sobre la inutilidad de dividir el poder legislativo entre numerosos cuerpos").
- 1788 : Lettres d’un citoyen des États-Unis à un Français, sur les affaires présentes de la France ("Cartas de un ciudadano de los Estados Unidos a un francés, sobre los asuntos presentes de Francia").
- 1788 : Essai sur la constitution et les fonctions des assemblées provinciales ("Ensayo sobre la constitución y funciones de las asambleas provinciales").
- 1789 : Vie de Voltaire ("Vida de Voltaire")
- 1789 : Réflexions sur les pouvoirs et instructions à donner par les provinces à leurs députés aux États généraux. Sur la forme des élections ("Reflexiones sobre los poderes e instrucciones a dar por las provincias a sus diputados en los Estados generales. Sobre la forma de las elecciones").
- 1789 : Réflexions sur ce qui a été fait et sur ce qui reste à faire ("Reflexiones sobre lo que ha sido hecho y sobre lo que queda por hacer").
- 1789 : Au corps électoral sur Esclavage des Noirs ("Al cuerpo electoral sobre Esclavitud de los negros").
- 1789 : Déclaration des droits ("Declaración de derechos").
- 1789 : Éloge de M. Turgot ("Elogio del señor Turgot").
- 1789 : Réflexions d'un citoyen sur la révolution de 1788 ("Reflexiones de un ciudadano sobre la revolución de 1788").
- 1790 : Dissertation philosophique et politique sur cette question: s’il est utile aux hommes d’être trompés? ("Disertación filosófica y política sobre esta cuestión: si es útil a los hombres ser engañados")
- 1790 : Opinion sur les émigrants ("Opinión sobre los emigrantes").
- 1790 : Sur le mot « pamphlétaire » ("Sobre la palabra panfletario").
- 1790 : Le Véritable et le Faux Ami du peuple ("El verdadero y el falso amigo del pueblo").
- 1790 : Sur l’admission des femmes au droit de cité ("Sobre la admisión de las mujeres al derecho de ciudadano")
- 1791 : De la République, ou Un roi est-il nécessaire à la conservation de la liberté? ("De la República, o ¿Un rey es necesario para la conservación de la libertad?")
- 1791 : Discours sur les conventions nationales ("Discurso sobre las convenciones nacionales").
- 1791 : Discours du 25 octobre sur les émigrants à l’Assemblée législative ("Discurso del 25 de octubre sobre los emigrantes en la Asamblea legislativa")
- 1792 : Rapport et projet de décret ("Informe y proyecto de decreto")
- 1792 : Cinq Mémoires sur l’instruction publique (1791-1792) "Cinco memorias sobre la instrucción pública"Cinq Mémoires sur l’instruction publique (1791-1792).
- 1792 : Discours sur les finances ("Discurso sobre las finanzas")
- 1792 : Sur la liberté de la circulation des subsistances ("Sobre la libertad de la circulación de las subsistencias")
- 1792 : La République française aux hommes libres ("La República francesa a los hombres libres")
- 1792 : Ce que c’est qu’un cultivateur ou un artisan français ("Lo que es un cultivador o un artesano francés").
- 1792 : Sur la nécessité de l’union entre les citoyens ("Sobre la necesidad de unión entre los ciudadanos")
- 1792 : De la nature des pouvoirs politiques dans une nation libre ("Sobre la naturaleza de los poderes políticos en una nación libre")
- 1793 : Sur la nécessité de faire ratifier la constitution par les citoyens, et sur la formation des communautés de campagne ("Sobre la necesidad de hacer ratificar la constitución por los ciudadanos, y sobre la formación de comunidades campesinas")
- 1793 : Ce que les citoyens ont droit d’attendre de leurs représentants ("Lo que los ciudadanos tienen derecho de esperar de sus representantes")
- 1793 : Que toutes les classes de la société n’ont qu’un même intérêt ("Que todas las clases de la sociedad no tienen más que un mismo interés")
- 1793 : Sur le sens du mot Révolutionnaire ("Sobre el sentido de la palabra Revolucionario")
- 1793 : Tableau général de la science qui a pour objet l’application du calcul aux sciences politiques et morales ("Cuadro general de la ciencia que tiene por fin la aplicación del cálculo a las ciencias políticas y morales").
- 1794 : Moyens d’apprendre à compter sûrement et avec facilité ("Medios de aprender a contar de forma segura y con facilidad")
- 1795 (póstumo): Esquisse d’un tableau historique des progrès de l’esprit humain ("Esbozo de un cuadro histórico de los progresos del espíritu humano")